# Stora Gla
Stora Gla är en sjö i Arvika kommun i Värmland och ingår i Göta älvs huvudavrinningsområde. Sjön är 67 meter djup, har en yta på 34,3 kvadratkilometer och befinner sig 141 meter över havet. Sjön avvattnades tidigare av vattendraget Glasälven (Sörbohedsälven). Vid provfiske har bland annat abborre, gärs, gädda och lake fångats i sjön.
Sedan 1958 avvattnas Stora Gla genom en kulvert från Tjärnebackeviken till Glava kraftstation. Efter turbinen leds vatten i en ytterligare kulvert till Bergsviken i Glafsfjorden, som i sin tur avvattnas genom Byälven till Vänern. Höjd över havet är 142 m. Storleken är 34 km². I omgivningarna ligger Glaskogens naturreservat.

## Delavrinningsområde
Stora Gla ingår i delavrinningsområde (660249-131018) som SMHI kallar för Utloppet av Stora Gla. Medelhöjden är 169 meter över havet och ytan är 85,78 kvadratkilometer. Räknas de 19 avrinningsområdena uppströms in blir den ackumulerade arean 275,48 kvadratkilometer. Glasälven (Sörbohedsälven) som avvattnar avrinningsområdet har biflödesordning 3, vilket innebär att vattnet flödar genom totalt 3 vattendrag innan det når havet efter 269 kilometer. Avrinningsområdet består mestadels av skog (52 procent). Avrinningsområdet har 34,94 kvadratkilometer vattenytor vilket ger det en sjöprocent på 40,7 procent.

## Fisk
Vid provfiske har följande fisk fångats i sjön:
- Abborre
- Gärs
- Gädda
- Lake
- Löja
- Mört
- Nors
- Sik
- Siklöja